# Iglesia de San Martín (Canterbury)
La iglesia de San Martín de Canterbury, en el condado de Kent, es la iglesia más antigua de Inglaterra. Ubicada a menos de un kilómetro de la catedral de Canterbury, la fecha de su construcción es motivo de controversia. Es mencionada por primera vez por Beda el Venerable durante el siglo que precedió a la muerte de San Agustín de Canterbury. No está claro si el edificio fue utilizado para el culto cristiano en la época romana o si se trata de un templo pagano convertido más tarde por los cristianos. Tanto la primera reconstrucción de esta iglesia, como su consagración al obispo francés San Martín de Tours, son tradicionalmente atribuidas a la reina Santa Berta, esposa de San Ethelberto de Kent, que reinó a principios del siglo VII.
La pila bautismal de la iglesia es excepcional y de renombre mundial. Su forma es tubular y la base es de piedra. 
La iglesia se inscribió a partir de 1988 en el Lista del Patrimonio Mundial de la Unesco.